# Norddeutsche Anbindungsleitung

Geplanter Verlauf der NORDAL-Pipeline

Die Norddeutsche Anbindungsleitung, oft als NORDAL-Pipeline bezeichnet, wurde als Pipeline zum Transport von Erdgas von Lubmin bei Greifswald in Mecklenburg-Vorpommern nach Bernau bei Berlin (Ortsteil Börnicke) in Brandenburg geplant und 2004 genehmigt. Der Bau wurde nie begonnen. Seit 2011 die parallele OPAL-Pipeline in Betrieb ging, ist das Projekt aus der öffentlichen Diskussion verschwunden. Die Informationswebsite des Projektentwicklers wurde mittlerweile vom Netz genommen.
Die Gasleitung wäre nach den bisherigen Planungen etwa 210 Kilometer lang, davon etwa 104 Kilometer in Mecklenburg-Vorpommern und etwa 106 Kilometer in Brandenburg, und soll für den Transport von rund 1,5 Milliarden Kubikmetern Erdgas pro Jahr ausgelegt werden.
Der Bau der NORDAL-Pipeline ist nach Abschluss der entsprechenden Planfeststellungsverfahren seit 2004 in beiden betroffenen Bundesländern genehmigt, seit 2006 gilt die Erlaubnis auch für eine Erweiterung des geplanten Durchmessers auf 1,20 Meter (DN 1200) gegenüber den zuvor anvisierten 0,80 Metern. Die Errichtung der Leitung, die in einer Tiefe von einem Meter vorgesehen ist, wäre damit jederzeit möglich, und soll in offener Bauweise sowie unter Straßen, Bahnlinien, Gewässern und ökologisch sensiblen Biotopen in Horizontal-Bohrtechnik ausgeführt werden.
Projektentwickler für die NORDAL war die Firma Concord Power Nordal GmbH, ein Unternehmen der Lichtblick-Gruppe. Im Jahr 2009 klagte das Unternehmen gegen die Regulierungsfreistellung der aufgrund des teilweise parallelen Verlaufs konkurrierenden OPAL-Pipeline durch die Bundesnetzagentur; die Klage wurde 2010 abgewiesen.